# Srebrny Niedźwiedź za najlepszy scenariusz
Srebrny Niedźwiedź za najlepszy scenariusz (niem. Silberner Bär/Bestes Drehbuch) – nagroda przyznawana corocznie od 2008 na Międzynarodowym Festiwalu Filmowym w Berlinie. Wyróżnienie przyznaje jednemu z filmów konkursu głównego międzynarodowe jury.
Jedynym jak dotychczas polskim twórcą uhonorowanym tą nagrodą jest Tomasz Wasilewski (2016).

## Laureaci
| Rok  | Kraj                        | Scenarzysta                                         | Tytuł polski                        | Tytuł oryginalny                   |
| ---- | --------------------------- | --------------------------------------------------- | ----------------------------------- | ---------------------------------- |
| 2008 |                             | Wang Xiaoshuai                                      | W miłości cała nadzieja             | 左右 Zuo you                       |
| 2009 | Stany Zjednoczone · Włochy  | Oren Moverman Alessandro Camon                      | W imieniu armii                     | The Messenger                      |
| 2010 |                             | Wang Quan’an Na Jin                                 | Razem i osobno                      | 团圆 Tuan yuan                     |
| 2011 | Stany Zjednoczone · Albania | Joshua Marston Andamion Murataj                     | Przebaczenie krwi                   | The Forgiveness of Blood           |
| 2012 | Dania                       | Nikolaj Arcel Rasmus Heisterberg                    | Kochanek królowej                   | En kongelig affære                 |
| 2013 |                             | Dżafar Panahi                                       | Zasłona                             | پرده Pardé                         |
| 2014 | Niemcy                      | Dietrich Brüggemann Anna Brüggemann                 | Droga krzyżowa                      | Kreuzweg                           |
| 2015 | Chile                       | Patricio Guzmán                                     | Perłowy guzik                       | El botón de nácar                  |
| 2016 | Polska                      | Tomasz Wasilewski                                   | Zjednoczone stany miłości           | Zjednoczone stany miłości          |
| 2017 | Chile                       | Sebastián Lelio Gonzalo Maza                        | Fantastyczna kobieta                | Una mujer fantástica               |
| 2018 | Meksyk                      | Manuel Alcalá Alonso Ruizpalacios                   | Muzeum                              | Museo                              |
| 2019 | Włochy                      | Maurizio Braucci Claudio Giovannesi Roberto Saviano | Piranie                             | La paranza dei bambini             |
| 2020 | Włochy                      | Damiano D’Innocenzo Fabio D’Innocenzo               | Złe baśnie                          | Favolacce                          |
| 2021 | Korea Południowa            | Hong Sang-soo                                       | Wstęp                               | 인트로덕션 Inteurodeoksyeon        |
| 2022 | Niemcy                      | Laila Stieler                                       | Rabiye Kurnaz kontra George W. Bush | Rabiye Kurnaz gegen George W. Bush |
| 2023 | Niemcy                      | Angela Schanelec                                    | Muzyka                              | Musik                              |
| 2024 | Niemcy                      | Matthias Glasner                                    | Symfonia o umieraniu                | Sterben                            |
| 2025 | Rumunia                     | Radu Jude                                           | Kontinental '25                     | Kontinental '25                    |